# Osiem cztery
Osiem cztery – debiut literacki Mirosława Nahacza, który ukazał się nakładem Wydawnictwa Czarne w 2003 roku. Książka zapewniła młodemu wówczas autorowi rozgłos i zapewniła miejsce wśród autorów najnowszego pokolenia, obok takich pisarzy, jak Dorota Masłowska.
Książka Osiem Cztery porusza temat pokolenia urodzonego w roku 1984. Na jej krótką treść składa się opis jednej nocy – imprezy spędzonej przez bohaterów na wolnym powietrzu. Narrator pierwszoosobowy prowadzi rozmowy ze znajomymi oraz poprzez strumień świadomości przekazuje czytelnikowi swoje wrażenia odnośnie do widzianych obrazów (częstokroć podsyconych narkotykami) oraz wspomnień i wydarzeń składających się na obecne życie pokolenia.